# Holebihuis Vlaams-Brabant
UniQue, (voorheen Holebihuis Vlaams-Brabant), is het roze huis van de provincie Vlaams-Brabant. De organisatie is tevens de koepel van de ca. 29 LHBTQI*organisaties die in deze provincie actief zijn en werd opgericht op 23 juni 2008. Bezoekers kunnen bij UniQue terecht voor een onthaalgesprek, allerlei informatie over LHBTQI*, voor het bijwonen van activiteiten of om elkaar te ontmoeten. De organisatie beschikt tevens over een bar die door tientallen vrijwilligers wordt uitgebaat. Je vindt er ook een mediatheek met een ruim aanbod van LHBTQI* boeken en films. Sinds 2023 is de organisatie gevestigd in de Leuvensestraat in Kessel-Lo vlak achter het station van Leuven. Tussen 2009 en 2023 was UniQue gevestigd aan de Diestsesteenweg waar ook café Rocco als café met een sociale functie geopend werd. 
UniQue is een professioneel ondersteunde vrijwilligersorganisatie. Samen met de aangesloten groepen wil ze individuen versterken om hun seksuele oriëntatie en genderidentiteit positief te beleven en wil ze de maatschappelijke kijk hierop verruimen via sensibilisering en acties. De organisatie is tevens ook de gesprekspartner van de lokale overheden over het LHBTQI*thema.
De organisatie is onder meer aangesloten bij çavaria, de Nederlandstalige koepel van holebi-en transgenderorganisaties in België en de Europese koepel  Ilga-Europe. Ook heeft ze een samenwerking met verschillende Baltische SOGI-organisaties zoals het Letse Mozaika.